# Zacotus
Zacotus is een geslacht van kevers uit de familie van de loopkevers (Carabidae). De wetenschappelijke naam van het geslacht is voor het eerst geldig gepubliceerd in 1869 door LeConte.

## Soorten
Het geslacht Zacotus is monotypisch en omvat slechts de volgende soort:
- Zacotus matthewsii LeConte, 1869